# Fors de Béarn
Vous lisez un « article de qualité » labellisé en 2020.
Lire en ligne

Vieux For
Nouveau For

Code de Théodose Articles de constitution de 1789
Les Fors de Béarn (en occitan ancien : Los fors et costumas de Bearn ; en occitan moderne : Los fòrs e costumas de Bearn) sont un ensemble de textes juridiques appliqués dans la principauté de Béarn du XIe siècle à 1789.
Constitué sur le modèle des fueros ibériques entre les XIe et XIVe siècles, le Vieux For (aussi appelé « les Anciens Fors ») est une suite de textes mêlant chartes féodales, chartes de peuplement, chartes de franchises, ainsi que des actes législatifs et judiciaires publics ou privés.
Afin de remédier aux limites du Vieux For, sous le règne du roi de Navarre et vicomte de Béarn Henri II, les États de Béarn les refondent totalement en un véritable code législatif, le Nouveau For, promulgué en 1551 et imprimé en 1552. Rédigé en langue béarnaise, il complète une série de réformes qui font de la vicomté de Béarn un des premiers États modernes d'Europe, sur le plan juridique.
Malgré l'intégration du Béarn au royaume de France en 1620, sous le règne de Louis XIII, arrière-petit-fils d'Henri II et « roi de France et de Navarre », les Fors continuent de symboliser les libertés béarnaises. Le préambule légendaire ainsi que le serment mutuel entre le prince et les États sont au cœur du pactisme béarnais, défendu par les Fors. Au XVIIIe siècle, les élites béarnaises développent une pensée politique autour de ce qu'elles considèrent comme une « constitution béarnaise ». Le constitutionnalisme béarnais se fonde sur la défense des Fors face à l'autorité royale, de plus en plus fondée sur les principes de l'absolutisme et soucieuse de centralisation.
Mais lorsque, en 1789, la France entre en révolution après la réunion des États généraux (5 mai), qui décident de « donner une constitution au royaume » (20 juin), puis d'abolir les privilèges (4 août), les Fors de Béarn apparaissent comme un archaïsme « féodal » : le 28 octobre 1789, les députés de Pau aux États généraux votent l'abrogation des Fors de Béarn.

## Le mot «for»

### Étymologie
Le mot béarnais for, comme le mot castillan fuero, dérive du mot latin forum, qui signifie d'abord « place publique », l'endroit de la ville où les citoyens romains traitaient les affaires publiques ou privées, par extension la loi selon laquelle la justice est rendue. Au Moyen Âge le latin ecclésiastique utilise le mot forum pour signifier « droit d'application locale ».

### Occurrences
Le mot Fuero est utilisé par les rois wisigoths d'Espagne pour désigner leur principal code administratif. Les termes foo et foos se retrouvent également parfois dans les anciens textes.
En Béarn, deux rédactions de la coutume portent le nom de fors. La première est appelée « Anciens Fors » ou « Vieux For ». La deuxième est appelée « Nouveau For » ou « Coutume renouvelée ».
Le Nouveau For de 1551 porte le titre béarnais de Los fors et costumas de Bearn, en graphie moderne Lous fors e coustumes de Biarn, qui signifie « Les fors et coutumes de Béarn ».
En examinant les chartes des rois ibériques et les écrits de Lucas Tudensis, Pierre de Marca distingue le terme « for » qui traite des privilèges et immunités (droit public), et le terme « coutume » qui touche au droit privé, notamment le droit des contrats et le droit des successions.

## Sources archivistiques

### Vieux For
Le Vieux For est connu par quatre manuscrits complets existant actuellement. Deux se trouvent aux Archives départementales des Pyrénées-Atlantiques, les deux autres à la Bibliothèque nationale de France.
Deux autres manuscrits aujourd'hui perdus ont été étudiés par Jacques de Lafite Maria pour l'un et A. Mazure et J. Hatoulet pour l'autre.
Les archives départementales détiennent également quelques feuillets et fragments de feuillets d'un vieux manuscrit des Fors.
Les manuscrits disponibles datent tous de la deuxième moitié du XVe siècle et semblent dériver d'un même exemplaire du Vieux For datant de la fin du XIVe siècle. Il s'agit de la dernière version du Vieux For avant la refonte de 1551.

### Nouveau For
Le Nouveau For dans sa version de 1551 n'est connu que par un seul manuscrit.
C'est l'édition imprimée de 1552 qui tient lieu de version authentique. Il s'agit du premier livre imprimé à Pau et du deuxième en Béarn.
Le Nouveau For est imprimé à 2 000 exemplaires, travail assuré par Johan de Vingles et Henry Poyvre. Chaque ville et village (paroisse) de la principauté doit acheter un exemplaire.
Au total, huit éditions se succèdent de 1552 à 1781, avec au minimum 4 700 volumes réalisés. Les rééditions ont lieu tous les trente ans environ, à chaque renouvellement de génération de la classe politique béarnaise. Les réimpressions du Nouveau For sont réalisées par les États de Béarn, sans doute aussi pour rappeler au souverain les termes du contrat qui le lie à la principauté.
L'ouvrage est aussi acheté par des particuliers : on trouve des exemplaires du Nouveau For dans la quasi-totalité des bibliothèques privées du Béarn aux XVIIe et XVIIIe siècles.

Les éditions des Fors de Béarn (sélection)
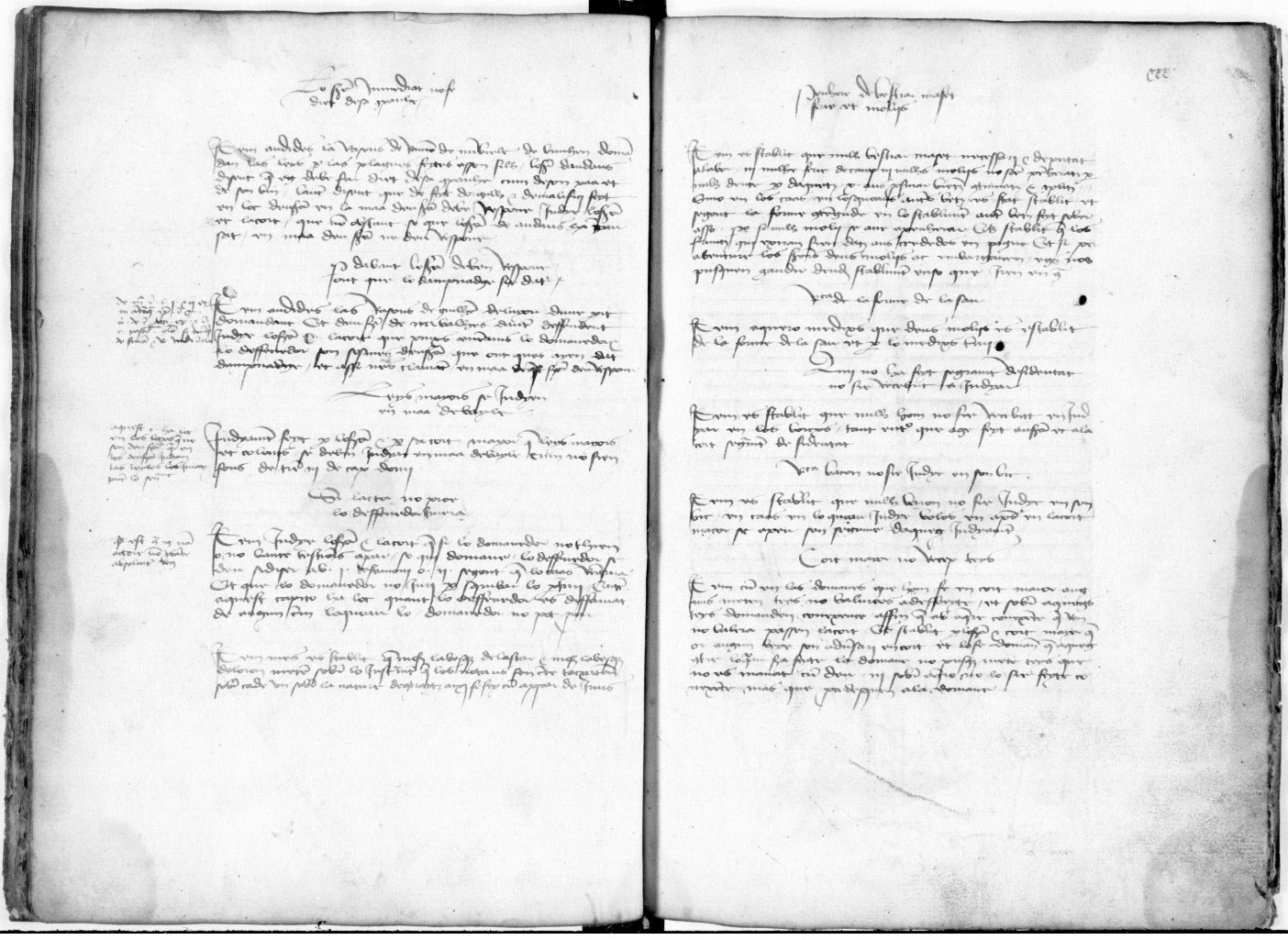
Extrait du Vieux For.
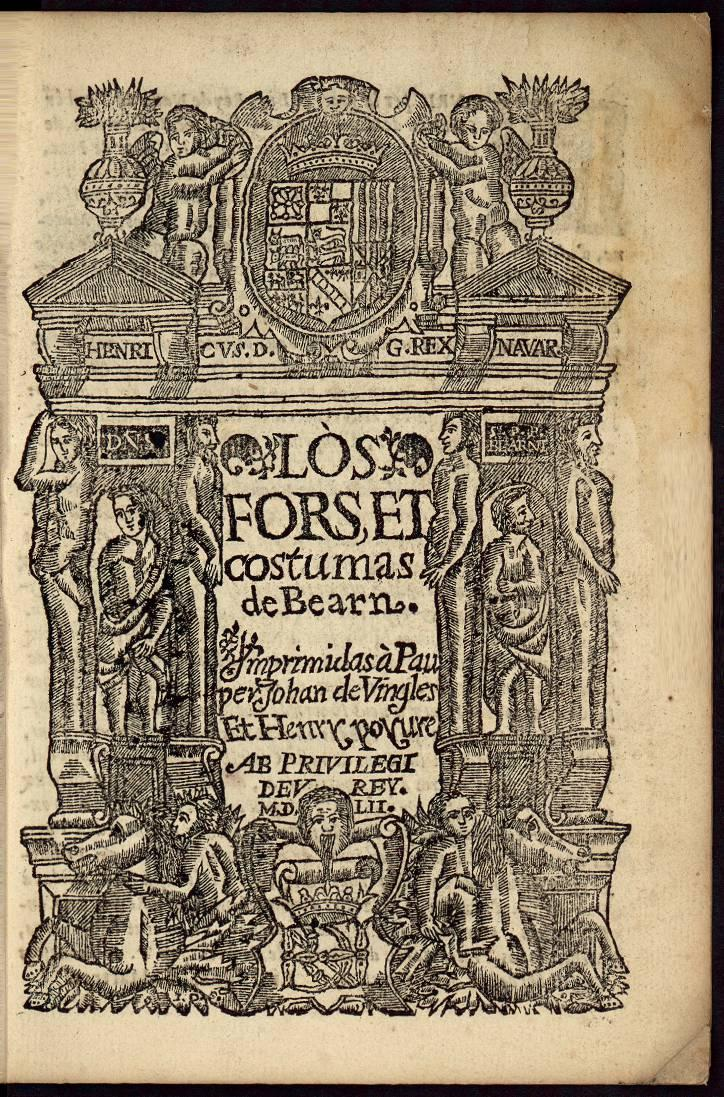
Édition 1552 du Nouveau For.
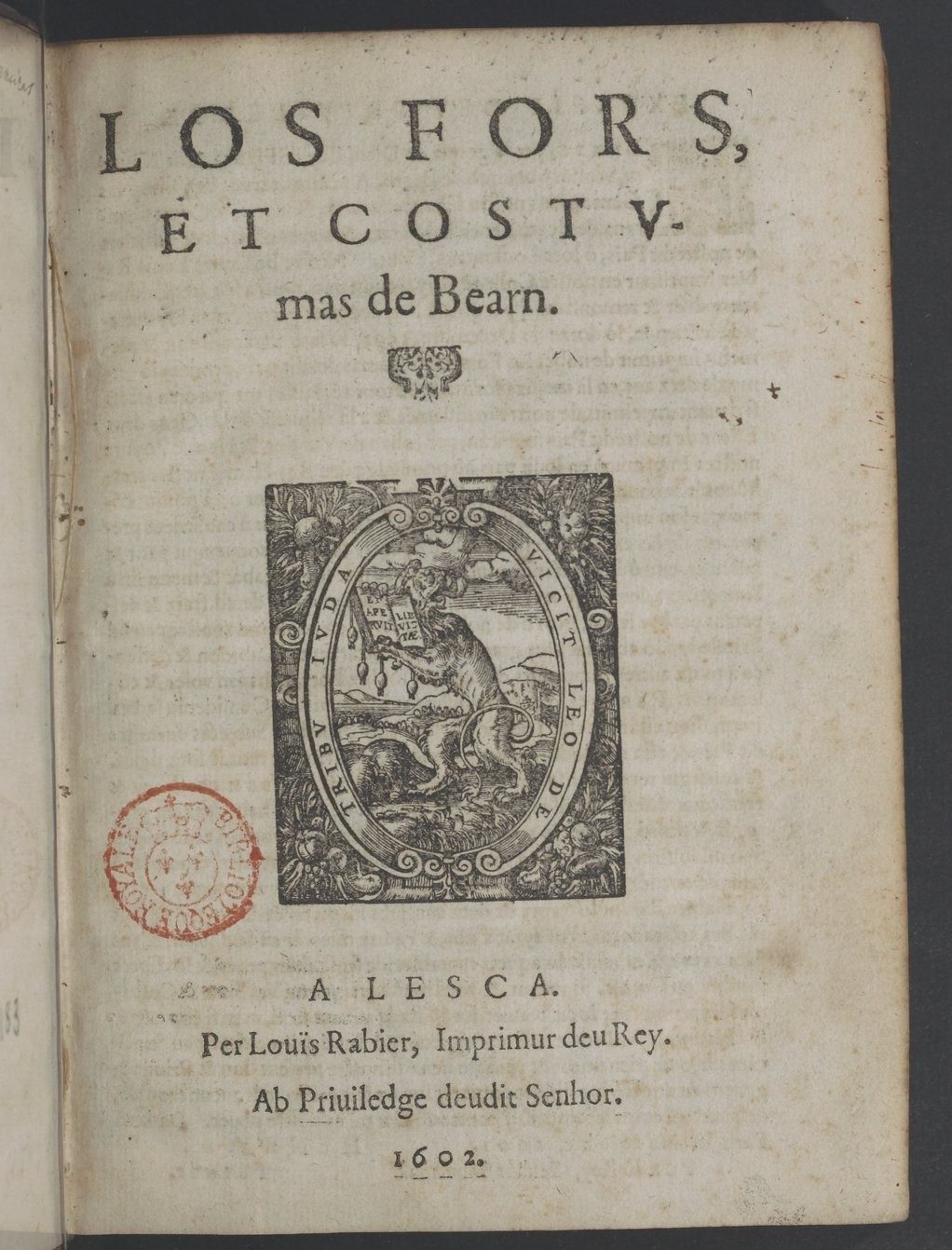
Édition 1602 du Nouveau For.
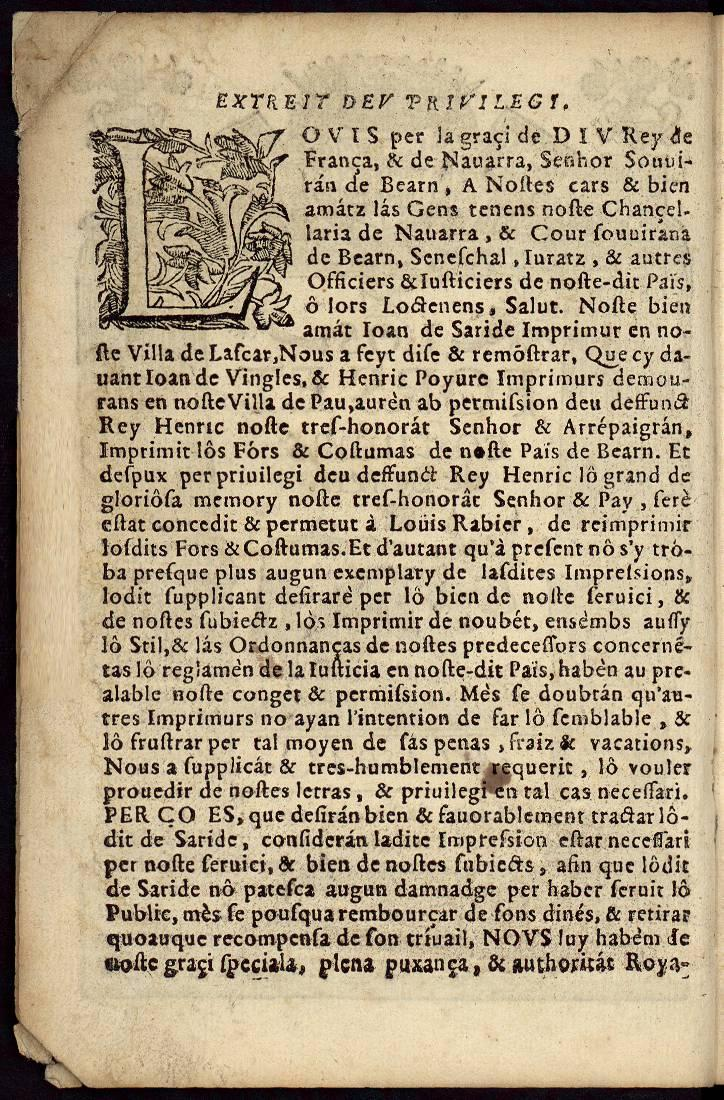
Accord donné à Jean de Sarride en 1625 pour la réédition du Nouveau For [1].
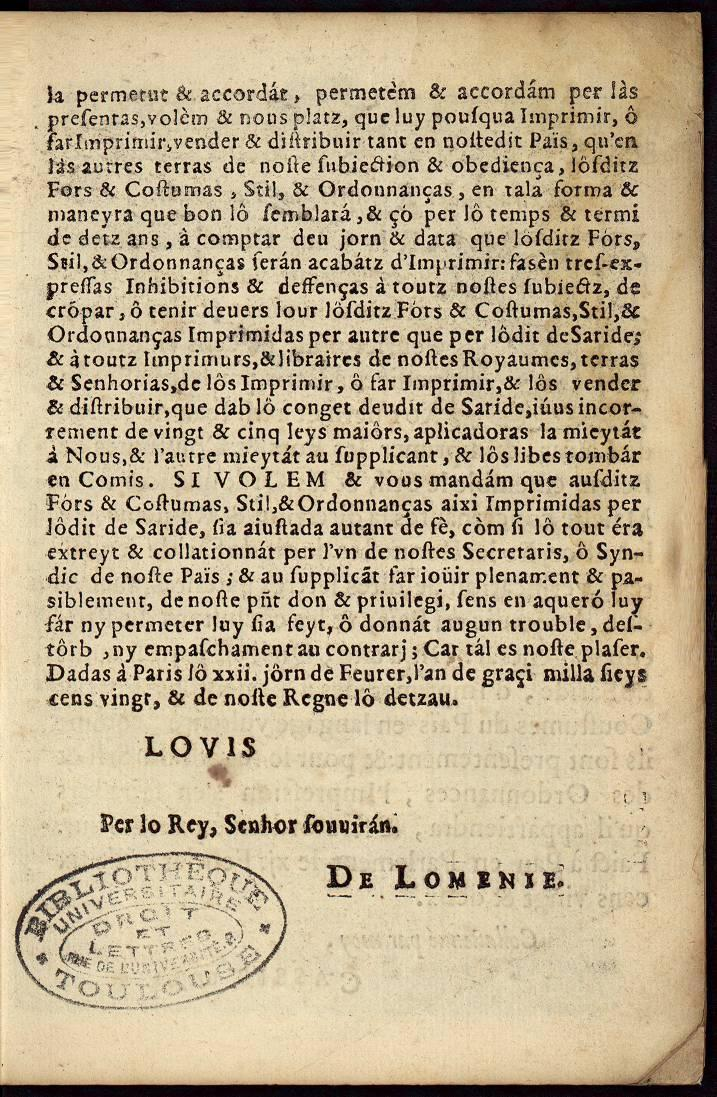
Accord donné à Jean de Sarride en 1625 pour la réédition du Nouveau For [2].
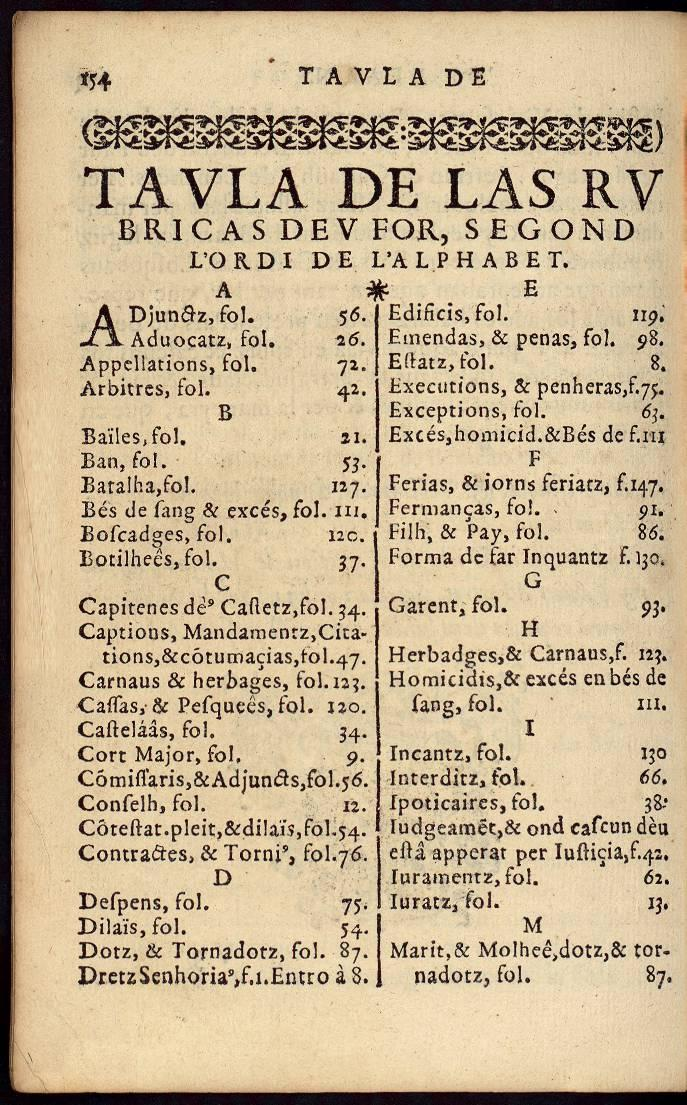
Table des rubriques de l'édition 1625 du Nouveau For.
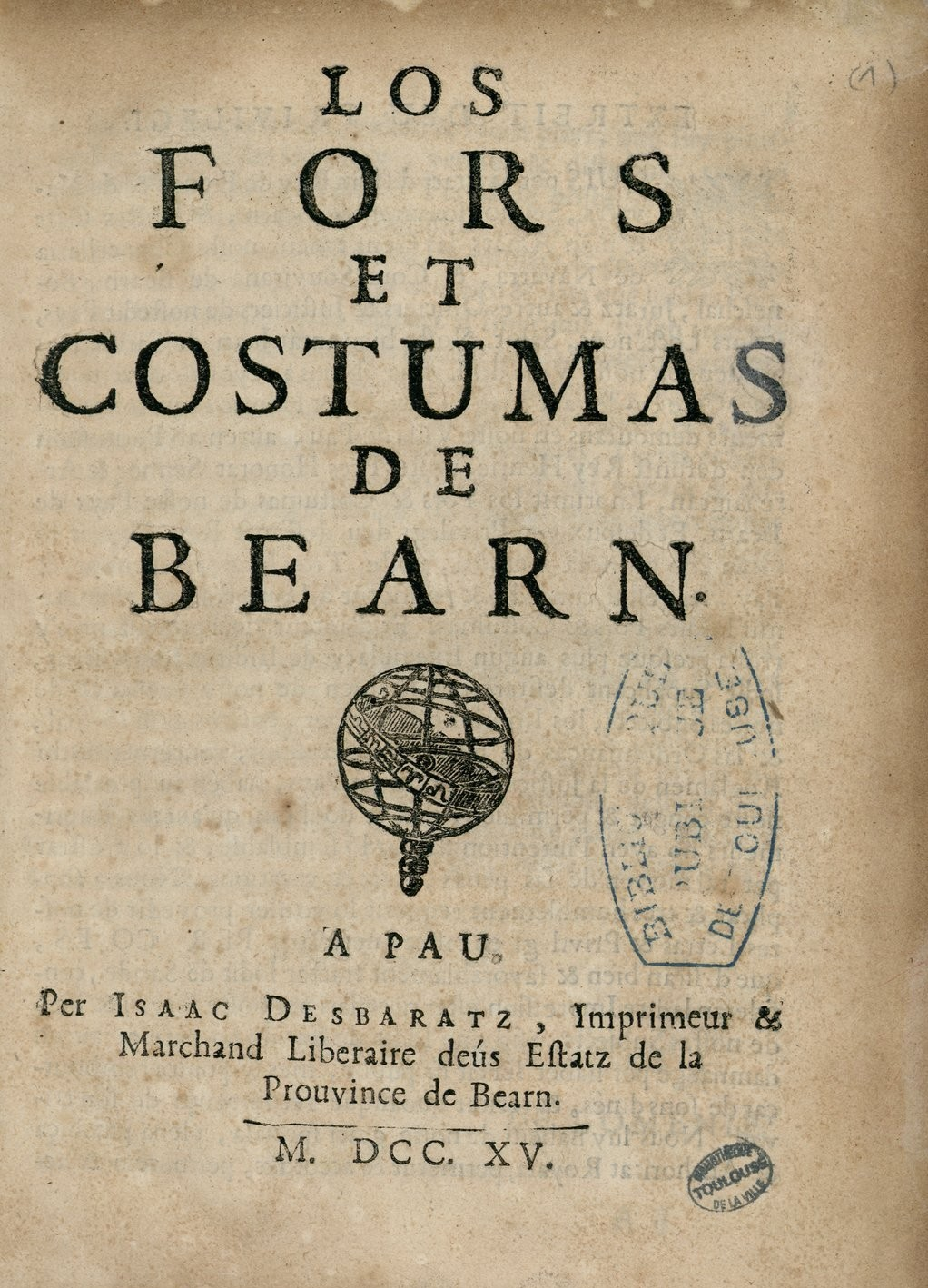
Édition 1715 du Nouveau For.

## Contexte historique de la rédaction des Fors

### La genèse entre lesXIeetXIIIesiècles

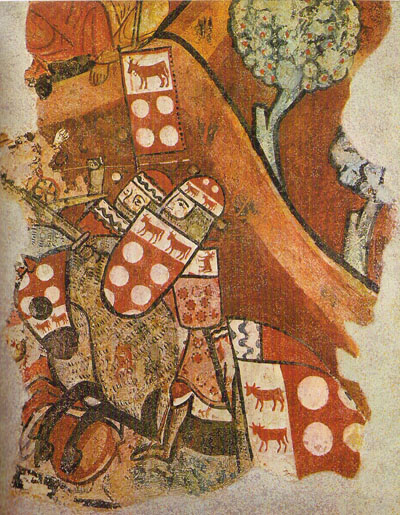
Guillaume II de Béarn est l'un des princes de Béarn à prendre une part active dans la Reconquista.

La vicomté de Béarn s'est constituée au IXe siècle sous l'autorité des ducs de Gascogne. Elle gagne en autonomie au cours du XIe siècle, probablement en lien avec la crise de succession qui secoue le duché d'Aquitaine entre 1032 et 1063.
La période de genèse des Fors — entre le XIe et XIIIe siècles — est donc celle de la mise en place de l'organisation politique, judiciaire et administrative de la vicomté de Béarn, offrant à ses princes des droits quasi souverains. Mais elle coïncide aussi avec l'expansion territoriale de ce Béarn primitif, par l'incorporation des vicomtés d'Oloron et du Montanérès au milieu et à la fin du XIe siècle à la suite de plusieurs mariages.
Dans l'Antiquité, c'est le droit romain, notamment sous la forme du Code de Théodose, puis du Bréviaire d'Alaric qui s'appliquait en Aquitaine, du Ier siècle av. J.-C. au Ve siècle. D'après Pierre de Marca, les premiers Fors de Béarn ont été établis pour suppléer aux lacunes de la loi romaine, notamment en ce qui concerne les droits de seigneurie et de vasselage, inconnus sous l'Empire romain. Cependant, il n'est pas possible d'affirmer qu'entre la chute de l'Empire et la rédaction des Fors, le droit romain soit toujours restée en vigueur.
Le droit béarnais apparaît comme un droit essentiellement coutumier, les premiers Fors mettent par écrit des coutumes orales anciennes qui s'éloignent du droit romain, faisant du droit béarnais un droit témoin.
L'influence Fueros ibériques sur les Anciens Fors de Béarn est manifeste, comme le montre la comparaison avec en particulier le For de Jaca. Dans les deux cas, on trouve le même univers mental, les mêmes solutions sont proposées à des problèmes communs. Cette influence ibérique peut être expliquée par la participation de seigneurs béarnais à la Reconquista, de Centulle V le Jeune jusqu'à Guillaume II. Entre le XIe et XIIIe siècles, plusieurs souverains béarnais meurent au sud des Pyrénées, après y avoir passé l'essentiel de leur vie.
L'influence ibérique sur le Béarn aboutit au XIIe siècle à l'entrée du Béarn dans la mouvance aragonaise, et ce jusqu'au milieu du XIIIe siècle.

### Évolution des institutions duXIVeauXVIesiècle
Le règne de Gaston Fébus au XIVe siècle jette les fondements de l'indépendance béarnaise. Il marque aussi une parenthèse dans l'histoire institutionnelle du Béarn, avec cinquante ans de gouvernement personnel à tendance absolutiste.
Une semaine après sa mort, les États de Béarn se réunissent le 8 août 1391 à Orthez en fusionnant la Cour majour et la Cour des communautés. Afin de lutter contre l'absolutisme princier, les États organisent leur résistance autour des Fors.
À la fin du XVe siècle, une grande réforme des institutions béarnaises est entreprise. La rénovation des Fors en 1551 vient donc couronner un demi-siècle de travaux juridiques et institutionnels. Toutes les ordonnances de la première moitié du XVIe siècle — dont la création du Conseil souverain — visent à fournir au prince une autorité sans partage.

### La rénovation de 1551
Néanmoins, les ambitions politiques d'Henri d'Albret fournissent aux États une base de négociation pour la réforme des Fors.
Les vicomtes de Béarn sont devenus souverains du royaume de Navarre (dont la capitale est Pampelune) en 1479 par François Fébus. Mais ils ont été dépossédés de la majeure partie de ce territoire en 1512 du fait de l'invasion décidée par Ferdinand le Catholique, roi d'Aragon et régent de Castille. Depuis cette date, les rois de Navarre en titre ne disposent plus que de la Basse-Navarre (Saint-Jean-Pied-de-Port) et Henri II entretient depuis sa jeunesse (il est né en 1503 et a succédé à son père en 1516) un rêve de reconquête de la Haute-Navarre. Les États de Béarn en profitent pour monnayer leur soutien. Ils négocient une réforme totale des Fors dont l'objectif est le partage du pouvoir législatif.
Les Anciens Fors sont en effet complexes, parfois contradictoires et souvent désuets, autant de faiblesses que le prince pourrait tenter d'exploiter pour écarter complètement les États du pouvoir.

## La rédaction des Fors

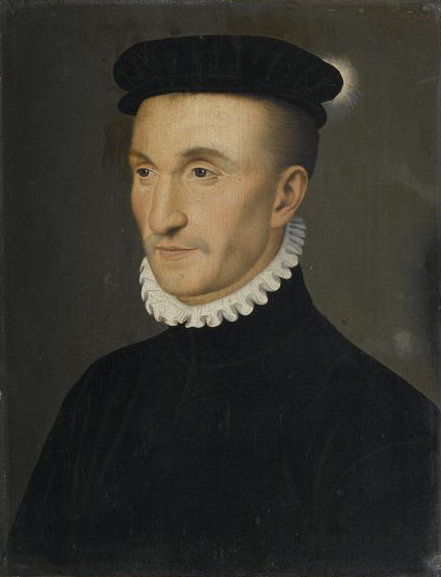
La rénovation complète des Fors de Béarn se déroule sous le règne d'Henri d'Albret, entre 1546 et 1551.

Le Vieux For n'est pas une œuvre issue d'un seul jet de la volonté créatrice d'un législateur, mais un ensemble de documents législatif ou judiciaires groupés de façon arbitraire, et variant parfois d'un manuscrit à l'autre. Le for le plus ancien est accordé par Centulle V le Jeune à la cité d'Oloron vers 1080, suivi par le For de Morlaàs en 1117 par Gaston IV le Croisé puis les fors particuliers des trois grandes vallées béarnaises d'Ossau (1221), Aspe (1247-1250) et Barétous (vers 1220). À côté de ces chartes de franchises, le For Général est une charte féodale s'appliquant à tous les Béarnais. Il est rédigé vers 1188, mais n'est probablement que le renouvellement d'une charte plus ancienne. Un même recueil réunit probablement le For général, le For de Morlaàs et le For d'Oloron dès la fin du XIIe siècle. Vers le milieu du XIIIe siècle, s'ajoutent sans doute les Fors des vallées. Le Vieux For est ainsi constitué vers la fin du XIVe siècle, ne subissant ensuite que des variantes peu importantes et l'ajout de divers jugements et règlements élaborés par la Cour.
La diversité de la législation béarnaise et ses compilations ultérieures aboutissent à la multiplication des abus de la jurisprudence dans la première moitié du XVIe siècle. À partir de 1546, les États de Béarn présentent des doléances répétées auprès d'Henri d'Albret pour dénoncer cette situation et le pousser à réformer les Fors. Ce dernier accepte la proposition de réforme, mais il n'est pas sûr qu'il ait songé dès 1546 à une refonte aussi générale. Le travail de rénovation des Fors s'effectue en deux temps, d'abord par une commission qui œuvre de 1546 à la fin 1548 sous la direction de Jacques de Foix. Henri d'Albret prend connaissance des travaux de la première commission fin 1548 et désigne une seconde commission pour prendre la suite en 1549. Toujours présidée par Jacques de Foix, cette seconde commission travaille jusqu'en avril 1552. Le Nouveau For est promulgué le 26 novembre 1551 par la signature du roi et un de ses secrétaires. Mais ce texte subit d'ultimes divergences avec les États au début de 1552 et des articles sont finalement supprimés dans l'édition publiée en 1552, qui fait office de seul document définitif. Henri d'Albret, Jacques de Foix — évêque de Lescar — et Pierre de Castagnède — syndic des États — sont les principaux artisans de cette réforme du droit béarnais.

## Organisation et contenu

### Vieux For
Le Vieux For se présente sous la forme d'une suite de textes qui s'échelonnent entre le XIe et XIVe siècles, ces divers éléments sont primitivement rédigés en latin puis transcrits en langue béarnaise. Si certains Fors n'ont qu'une valeur locale, d'autres concernent l'ensemble des populations vivant en Béarn. Ils abordent tous les mêmes questions, à savoir le partage et la définition des pouvoirs, la mise en place d'un système institutionnel cohérent et unificateur. Dans toutes les compilations du Vieux Fors, une même organisation se retrouve, avec six grandes parties de longueur et d'importance très inégales :
1. le For général de Béarn, parfois appelé Fors de Béarn sensu stricto ;
2. le For de Morlaàs ;
3. le For d'Oloron, intitulé — suivant les manuscrits — la poblation d'Oloron ou los fors et las franquesses d'Oloron ;
4. le For d'Ossau, ou los fors et las costumes d'Ossau ;
5. le For d'Aspe, ou los fors et las costumes d'Aspe ;
6. le For de Barétous, ou los fors et las costumes de Baretoos.

Le For général et le For de Morlaàs sont les deux morceaux les plus importants et les plus développés des Anciens Fors. Représentant des chartes d'application plus générales par rapport aux textes particuliers dédiés à Oloron et aux vallées, le For général et le For de Morlaàs bénéficient de multiples additions au fil des compilations. Aux côtés des Fors proprement dits, de multiples documents sont ajoutés par la suite aux compilations, dont des procès-verbaux de la Cour majour ainsi que des actes législatifs et judiciaires publics et parfois privés.

#### Préambule
« Ce sont ici les fors de Béarn, dans lesquels il est fait mention qu'anciennement il n'y avait pas de seigneur en Béarn. En ce temps-là, les Béarnais entendirent louer un chevalier de Bigorre ; ils allèrent le chercher et le firent seigneur un an.

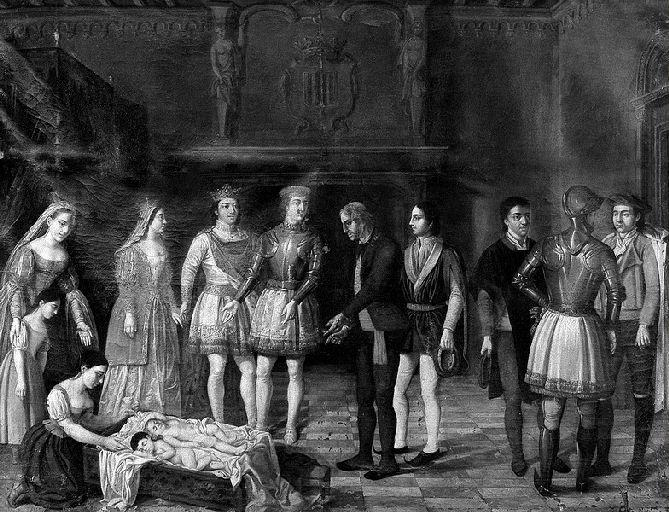
Dans le préambule légendaire des Fors, les Béarnais choisissent le jumeau aux mains ouvertes.

Ce temps écoulé, il ne voulut pas les maintenir dans leurs fors et leurs coutumes : la Cour de Béarn s'assembla alors à Pau et le requit de les maintenir dans leurs fors et coutumes ; il s'y refusa, alors ils le tuèrent en pleine cour. Ensuite on leur vanta un prudhomme chevalier d'Auvergne ; ils allèrent le quérir et le firent seigneur deux ans. Ce temps achevé, trop arrogant, il ne voulut pas les tenir dans leurs fors et coutumes. La Cour le fit alors occire au bout du pont d'Osserain par un écuyer, qui le frappa d'un tel coup par devant que l'épieu sortit par le dos. Ce seigneur avait nom Saintonge.
Ils entendirent ensuite louer un chevalier de Catalogne, lequel avait eu de sa femme deux enfants jumeaux. Les gens de Béarn tinrent conseil et envoyèrent deux prudhommes de leur terre qui demandèrent un de ces fils pour seigneur. À leur arrivée les envoyés allèrent les voir et les trouvèrent endormis ; l'un les poings fermés, l'autre les mains ouvertes ; ils s'en retournèrent emportant celui qui avait les mains ouvertes. »

Le préambule du Vieux For figure en tête du For général de 1188, il conte la légende des origines républicaines du Béarn. Ce préambule retrace — en la travestissant — l'histoire de l'arrivée des Moncade en Béarn. L'enfant aux mains ouvertes est Gaston VI, celui aux mains fermées est Guillaume-Raymond. Le récit vise à rappeler l'importance des Moncade dans l'élaboration du Vieux For, mais surtout à mettre en avant plusieurs principes des libertés béarnaises : fonction constitutionnelle des États, élection du prince et droit à l'insurrection. En réalité, les États n'auront jamais l'occasion d'élire ou de déposer un prince, même s'ils se mêlent à plusieurs reprises des questions dynastiques.

#### For général
Le For général est rédigé vers 1188 au début du règne de Gaston VI, renouvelant probablement une charte antérieure. La principauté est alors agitée par des troubles, que la proclamation des Fors aurait pu calmer. Le For général contient 281 articles sans ordre véritable, dont 20  à   25 datent de la charte originelle. Une centaine d'articles sont notamment ajoutés vers 1250. Par son esprit, le For général se rapproche notamment des Fors d'Ossau et d'Aspe, mais il constitue une charte féodale et non pas un recueil de privilèges comme les autres Fors. Le For général contient notamment des articles visant à une stricte limitation du pouvoir vicomtal, il régit les redevances en nature ou en argent, ost et service.
Pour la première fois, les droits et devoirs respectifs du prince de Béarn et de ses sujets sont énoncés par un serment mutuel. Le renouvellement du serment mutuel représente la garantie de l'existence des libertés béarnaises, il s'agit d'un contrat politique qui lie le souverain aux représentants du peuple. Ce serment est à la base du pactisme béarnais, fondé sur le partage du pouvoir législatif et l'indépendance territoriale du Béarn. Par ce serment, le prince doit jurer de respecter les Fors et Coutumes afin de pouvoir régner. Ce serment est assuré sans interruption et en personne au moins de 1288 à 1775 par tous les princes souverains de Béarn, les États en conservant toujours une trace écrite. La notion de fidélité réciproque entre le prince et l'assemblée conserve une très grande force en Béarn à l'époque moderne, alors qu'elle tend à décliner partout ailleurs.

#### For de Morlaàs
Gaston IV le Croisé accorde à Morlaàs — alors capitale de la principauté — son For particulier en 1117, avant son départ pour son épopée andalouse. Le For de Morlaàs comprend jusqu'à 363 articles répartis en 139 rubriques, fruit de trois compilations successives. La plus ancienne rédaction du For de Morlaàs connue date de 1220. Il ne s'agit pas d'une charte communale comparable à celles du Nord de la France, l'administration municipale ne devenant pas autonome. Le prince de Béarn accorde un certain nombre de privilèges contre le paiement de redevances et l'obligation de fortifier la ville. Charte de franchises, le For de Morlaàs est progressivement accordé à d'autres communautés de la plaine béarnaise, dont pratiquement toutes celles fondées entre le XIIIe et XIVe siècles. Le For de Morlaàs acquiert peu à peu le même caractère d'application universelle que le For général en Béarn, si bien que les deux législations finissent par presque se confondre au moment de la rénovation des Fors au XVIe siècle. Malgré la popularité dont il bénéficie auprès des Béarnais du Moyen Âge, le For de Morlaàs n'est pas aussi libéral que celui d'Oloron. Ce dernier contient des privilèges plus larges, raison pour laquelle il n'est pas étendu aux autres communautés béarnaises.

#### For d'Oloron et des vallées

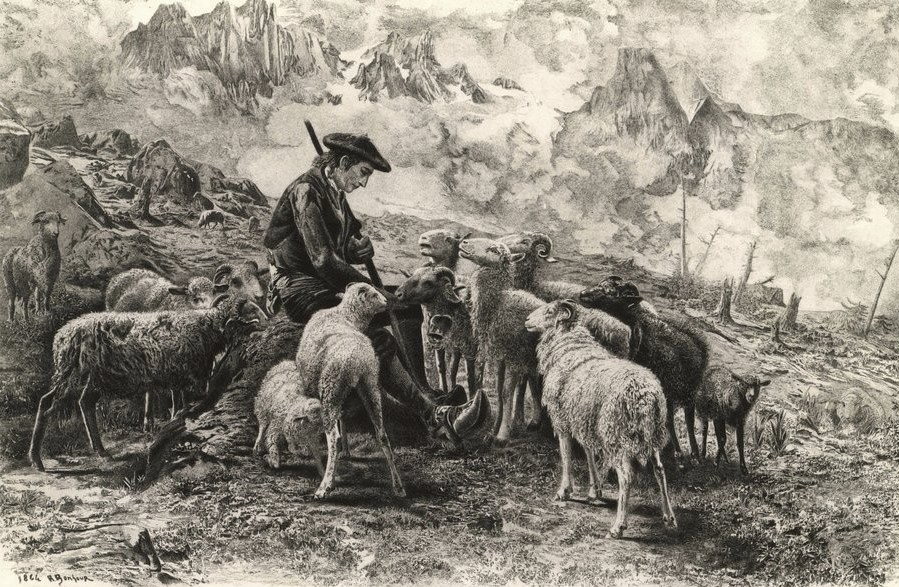
Les conflits récurrents entre le pouvoir princier et les pasteurs montagnards poussent à la rédaction des fors particuliers des hautes vallées béarnaises.

Le For d'Oloron est accordé vers 1080 par Centulle le Jeune sous la forme initiale d'une carta de poblacion, très proche du fuero de Jaca de 1077. L'objectif du prince est alors de repeupler cette ville, détruite au IXe siècle durant les raids vikings, au moment où les Béarnais commencent à participer à la Reconquista. Centulle le Jeune offre de grandes libertés et de nombreux privilèges qui attirent de nouveaux habitants, en partie issus de Canfranc. Le texte connu du For d'Oloron est une confirmation du prince Roger-Bernard datant de 1290. Le texte primitif reçoit plusieurs modifications et adjonctions pendant deux siècles, arrivant au total de 26 articles lors de sa confirmation. Seuls les articles 15 à 25 peuvent être considérés comme remontant au gouvernement de Centulle le Jeune. Contrairement au For de Morlaàs accordé à d'autres communes béarnaises, le For d'Oloron ne s'applique qu'à cette seule ville.
Les trois vallées montagnardes d'Ossau, Aspe et Barétous possèdent chacune leur législation. Ces fors du XIIIe siècle reprennent par écrit des coutumes orales bien plus anciennes. Les vicomtes et ce peuple de bergers entretiennent des relations très difficiles, tous ces fors montagnards aboutissent à une stricte limitation du pouvoir vicomtal, notamment pour le service d'ost et les conditions de venue du prince dans les vallées. Ces fors fixent aussi le tarif des amendes, les procédures judiciaires, la répression des meurtres et des pillages. Le For d'Ossau est rédigé une première fois en 1221, la seule version connue remontant à 1267 par une confirmation de Gaston VII, il compte 34 articles. Une charte de 1247 entre Aspois et Aragonais compose la première partie du For d'Aspe, complété par trois autres parties — dont un amendement de 1250 pour au total 29 articles —. Enfin, le For de Barétous est le plus bref avec un seul article, passé entre les valléens et Guillaume-Raymond entre 1215 et 1224. Hormis cet unique article, les Barétounais sont soumis aux mêmes règles que les Aspois.

### Nouveau For

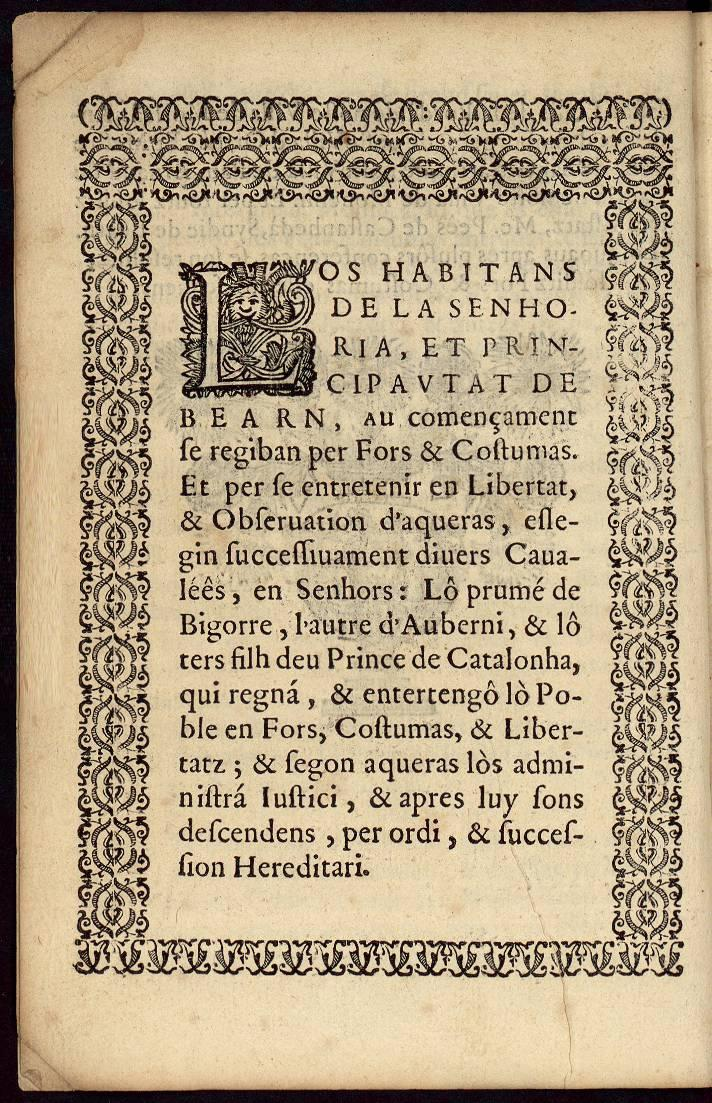
Le Nouveau For conserve le légendaire préambule du Vieux For, dans une version allégée.

Absence d'unité et de continuité, anachronismes, redites et sujets traités plusieurs fois sont à l'origine de la rénovation du Vieux For au milieu du XVIe siècle. La réforme des Fors aboutit en moins de cinq ans — entre 1546 et 1551 — elle est très favorable au droit écrit et au développement de l'autorité de l'État. Le For de 1551 n'élimine pas les Anciens Fors, mais dans la pratique les rend presque caducs. Il s'agit d'un texte entièrement remanié et réformé qui introduit la notion de modernité dans la principauté de Béarn, notamment en vue d'une plus grande centralisation administrative et judiciaire. Rédigée dans une langue béarnaise pure, la rénovation des Fors représente le point d'orgue de tout un ensemble de réformes qui font au XVIe siècle du Béarn l'un des premiers États modernes d'Europe. L'organisation politique de la principauté préfigure alors celle des grandes monarchies centralisatrices, comme la France.
Le Nouveau For se compose de 59 rubriques et 676 articles, le tout présenté dans un in-quarto de moins de 200 pages comportant une table des rubriques et des matières, pour une utilisation très simple. Il se compose de cinq parties : les droits du prince et des citoyens, les procédures de justice, un code pénal, le droit féodal, les tarifs des notaires. Le préambule légendaire du Vieux For apparaît à nouveau en 1551, sous une forme simplifiée. Réduit à des principes généraux, le préambule conserve toute son importance politique. Les trente et un premiers articles du Nouveau For définissent les droits et devoirs régaliens du Béarn, cette partie reprend des dispositions déjà contenues dans le For général et le For de Morlaàs. Le Nouveau For innove en matière économique et se montre davantage sensible à l'évolution des mœurs et de la vie quotidienne, il étend et renforce également les dispositions à l'encontre des marginaux et des exclus, dont les cagots. Les droits des habitants tiennent d'abord à leur naturalité, seuls les Béarnais peuvent exercer des fonctions publiques, le For établit aussi la supériorité de la famille sur l'individu. L'essence du Nouveau For renforce toutes les hiérarchies et confirme une laïcisation déjà ancienne des pouvoirs en Béarn.

## Nature du texte

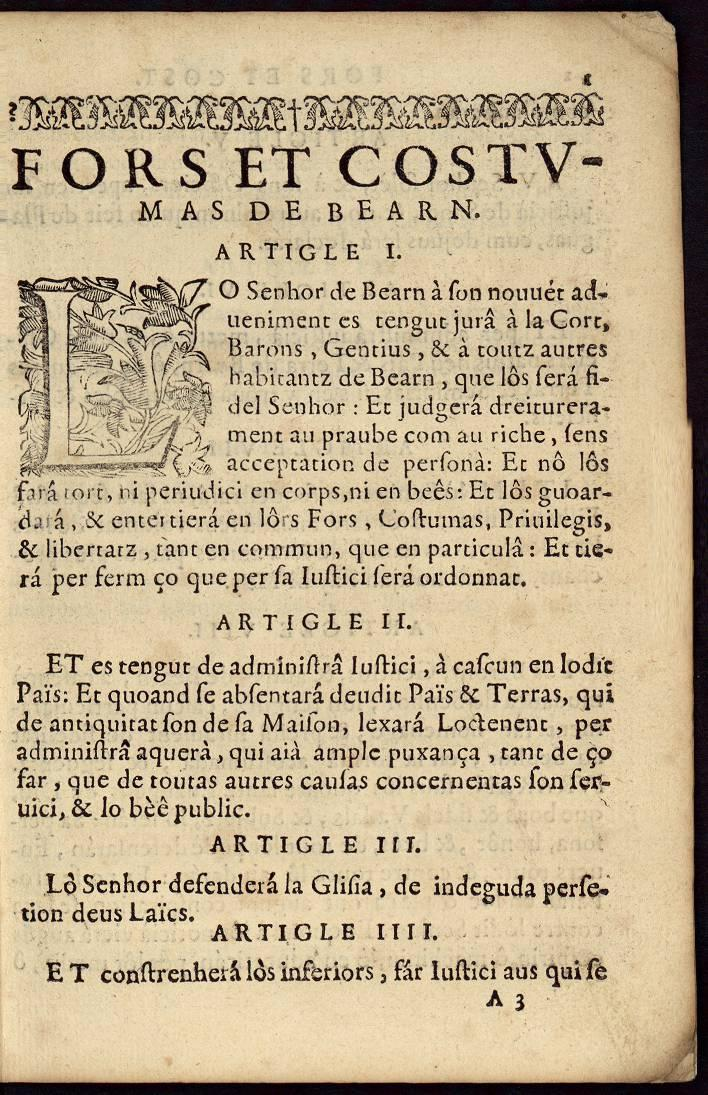
L'article premier du Nouveau For impose le serment du prince, il a une valeur constitutionnelle.

Parmi les Anciens Fors, les Fors de Morlaàs, Oloron, Ossau, Aspe et Barétous sont des chartes de franchises. Plus complet et avec une visée universelle, le For général est une charte féodale, un embryon de code législatif d'où est issu tout le système des institutions béarnaises. Le Nouveau For constitue un véritable code, il ébauche les termes d'une monarchie constitutionnelle fondée sur un contrat écrit. À la fin de l'Ancien Régime, les élites béarnaises élèvent le For béarnais au rang d'une mythique constitution, au nom de la liberté du Béarn mais aussi de leurs privilèges. Seuls les trente et un premiers articles du Nouveau For peuvent être qualifiés de constitutionnels. Les articles un et huit du Nouveau For garantissent le contrat politique en imposant un serment mutuel entre le prince et l'Assemblée. Malgré la présence d'articles de nature constitutionnelle, le For n'est pas une constitution car il ne contient pas toutes les institutions du Béarn, aussi une partie du droit béarnais subsiste encore sous la forme de coutumes non écrites, comme le droit à présenter des doléances.
Jusqu'au début du XIIIe siècle, le Vieux For reste très éloigné du droit romain, contrairement à ses pays voisins — Midi de la France, Aragon, Catalogne — qui font allusion à la lex romana ou à la lex wisigothorum dans leurs textes. L'introduction du droit romain se fait au cours du XIIIe siècle, au moment de l'instauration des notaires en Béarn, notamment au travers du code de Justinien et du Codi. L'influence du droit canonique sur le Vieux For ne se manifeste que par de rares textes. Par ses évolutions et son respect de la tradition, le Nouveau For représente un compromis politique, entre le droit coutumier pyrénéen et le droit romain. Dans aucun autre pays d'Europe occidentale le prince accepte comme en Béarn de promulguer un nouveau code en partageant son pouvoir législatif avec une assemblée, cette originalité fonde le pactisme béarnais. Les Fors de Béarn modèlent une citoyenneté béarnaise qui ne ressemble à aucune autre, par sa précocité et par l'étendue des garanties accordées, notamment en matière de libertés individuelles.
Le Nouveau For naît du compromis entre la tradition médiévale et la modernité, entre la volonté du prince et celle des députés des États. S'il représente un compromis politique, le Nouveau For n'est pas un compromis social, accroissant dans tous les domaines le pouvoir des homis poderos. À la fin du XVIIIe siècle, l'élite béarnaise des nobles, propriétaires terriens, avocats, médecins et artistes ne prend pas en compte que les Fors n'assurent les libertés politiques et les privilèges sociaux que pour une minorité de Béarnais.

## Abrogation

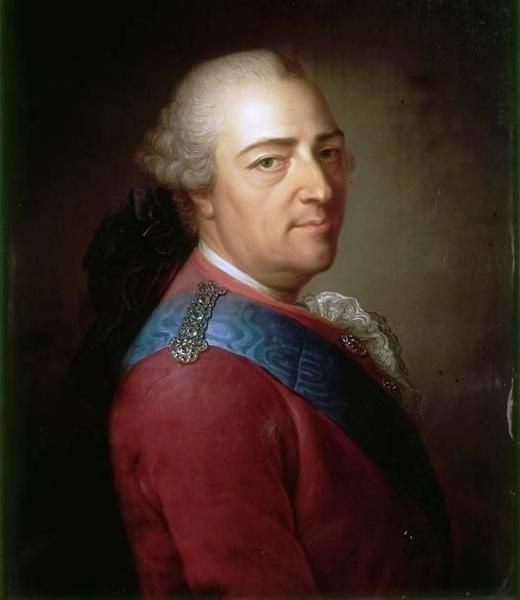
Louis, et tous les derniers des Bourbon, respectent le serment des Fors.

Le Nouveau For de 1551 est assez vite dépassé, si bien qu'il reçoit plusieurs adjonctions avec les Ordonnances sur la direction de la justice de Henri d'Albret, le Stil de la Justicy deu Païs de Bearn et surtout en 1628 la Compilation des privilèges et règlements du Pays du Béarn. Néanmoins, le Nouveau For représente bien plus qu'un code juridique pour les Béarnais. Il reste la référence quotidienne de la principauté jusqu'à la Révolution, même après le rattachement du Béarn au royaume de France en 1620. Malgré la résistance des États et du nouveau Parlement de Navarre, le droit béarnais subit tout de même l'influence des ordonnances royales durant le XVIIe siècle. En dépit des changements de dynasties, de l'accession au trône de France en 1589 puis de l'annexion de 1620, tous les princes souverains du Béarn continuent de jurer personnellement de respecter les Fors. Les derniers Bourbon respectent le cérémonial traditionnel béarnais, de Louis XIV le 19 mai 1660 à Saint-Jean-de-Luz à Louis XV et Louis XVI en 1723 et 1776 à Versailles. Malgré son grand centralisme, la monarchie française montre à ces occasions son caractère infiniment plus respectueux de la diversité française, par rapport aux régimes politiques suivants.

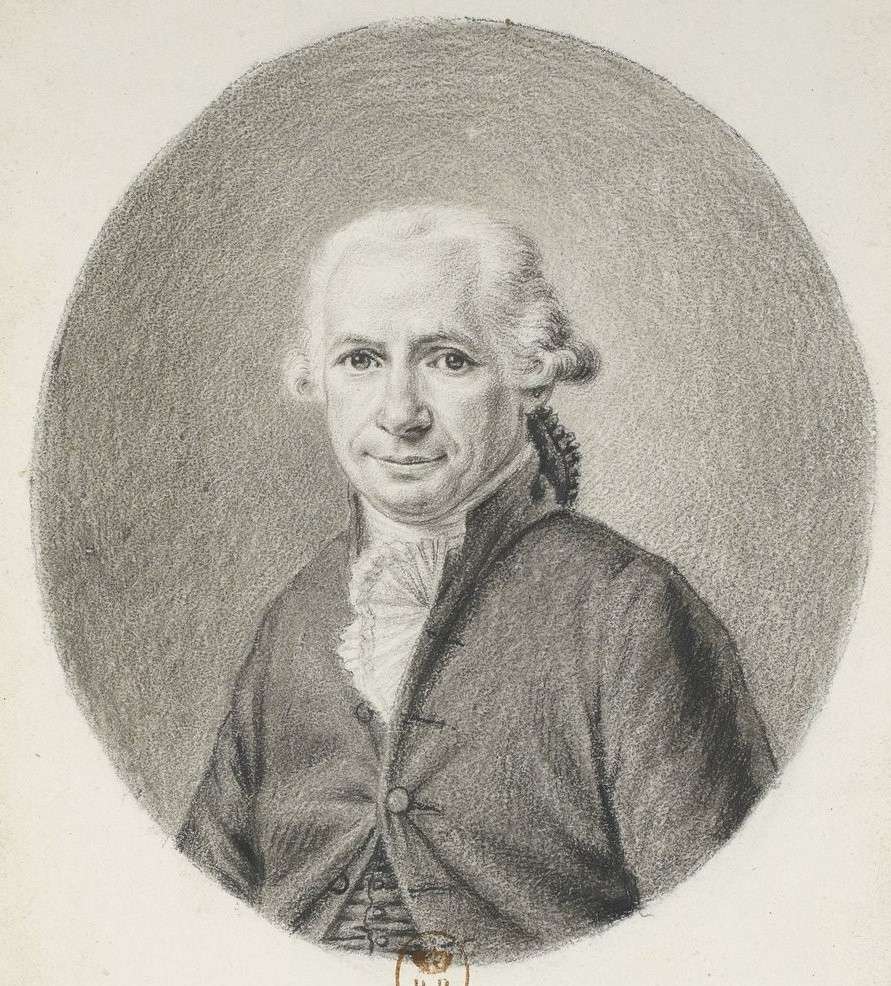
Jean-François-Régis de Mourot est l'un des députés béarnais du tiers état aux États généraux de 1789.

L'existence même du For représente le dernier enjeu de l'histoire politique de la souveraineté de Béarn. Pour la première fois, le Béarn envoie des représentants aux États généraux de 1789. Lorsque les États généraux se constituent en Assemblée nationale constituante, le clergé et la noblesse refusent de siéger dans une assemblée qui menace la souveraineté ainsi que la « constitution » béarnaise. Le tiers état béarnais souhaite des réformes fiscales et sociales — que refusent le clergé et la noblesse — mais veut maintenir le Béarn dans ses fors. Le tiers état béarnais souhaite aboutir à une monarchie constitutionnelle sur le modèle du Béarn, ainsi qu'un royaume des provinces fédérées. L'opinion du plus grand nombre se manifeste néanmoins, et en 1789 le For n'est plus synonyme de liberté mais de privilèges et d'inégalité. Certains cahiers de doléances de 1788-1789 montrent cette impopularité croissante des Fors. D'abord très original dans un Occident où l'absolutisme s'impose, le For apparaît ensuite de plus en plus comme archaïque.

Le 23 octobre 1789, de violentes émeutes agitent les rues de Pau, provoquant la fuite de la plupart des membres du clergé et de la noblesse. Le 28 octobre 1789, les députés des six districts de Pau se réunissent et votent par acclamation une délibération qui marque la fin des Fors de Béarn : 

« Les habitants de la ville de Pau, considérant que le salut de la patrie et le bonheur de l'empire ne peuvent se trouver que dans l'union intime de toutes les parties de l'État ; […] ont résolu d'une voix unanime d'offrir pour tribut à la Patrie une constitution antique qui leur est chère et qui rendait leur situation plus heureuse que celle des autres provinces ; sur quoi, il demeure arrêté, par unité de suffrages, que la ville de Pau adhère purement et simplement aux décrets de l'Assemblée nationale. »

## Étude

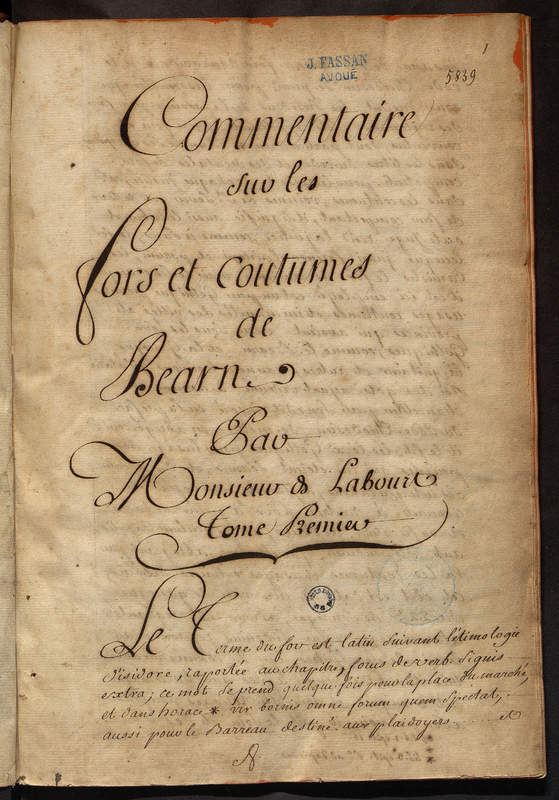
Commentaire sur les fors et coutumes de Béarn par Monsieur de Labourt.

Un auteur inconnu réalise une glose du For général au milieu du XIVe siècle. Elle fournit des éclaircissements et des renseignements sur la manière dont sont utilisés les Fors, et sur l'état de la science juridique dans le Béarn à cette époque. L'objectif de l'auteur est de commenter les Fors et d'éclaircir les controverses qui s'élèvent sur leur application, il précise que tout le droit béarnais n'est pas consigné dans des textes écrits : « Les Fors et les coutumes sont du fait plutôt que du droit ». Au XVe siècle, la Chronique d'Arnaud Esquerrier reprend le légendaire préambule du Vieux For pour soutenir la thèse de l'origine républicaine du Béarn. Ce récit peut être considéré comme la source de tous les chroniqueurs et historiens suivants, jusqu'à Pierre Olhagaray au début du XVIIe siècle. L'œuvre de Pierre de Marca au milieu du XVIIe siècle constitue un reniement complet de la tradition instaurée depuis la Chronique d'Esquerrier. Partisan de l'union en 1620 et royaliste convaincu, Pierre de Marca met à mal la thèse républicaine tout en acceptant l'idée du pactisme béarnais.
Aux jugements de valeur des historiens, les juristes répondent par des commentaires techniques des Fors. En 1664-1665, M. de Labourt publie ses Commentaires sur les Fors de Béarn. Comparant le droit béarnais au droit romain et français, M. de Labourt souligne les caractères originaux de la législation béarnaise, notamment dans le domaine militaire. Cette étude juridique est suivie dans la première moitié du XVIIIe siècle par celle de J. de Maria dans Mémoires et éclaircissements sur les Fors et coutumes de Béarn, se distinguant de ses prédécesseurs par la critique dont il fait preuve. Si les commentateurs du For sont tous des juristes dans la première moitié du XVIIIe siècle, la fin du siècle est marquée par l'incursion des historiens et lettrés. Jacques Faget de Baure représente notamment ce courant « monarchien » qui dure jusqu'à 1789, considérant le For comme une constitution aristocratique qui s'oppose au despotisme de l'administration royale. Opposé à cette pensée, Jean-François-Régis de Mourot réalise une glose remarquable sur les Fors par son importance et sa qualité.
Les Anciens Fors de Béarn sont publiés pour la première fois par A. Mazure et J. Hatoulet en 1842. Cette édition s'avère être rapidement insuffisante, se basant sur un seul exemplaire peu recommandable des Fors conservé aux archives des Basses-Pyrénées. En 1908, Pierre Rogé publie une thèse de doctorat sur Les Anciens Fors de Béarn. L'auteur s'attache à dépouiller, signaler les lacunes et les variations successives, classer suivant leur âge et leur provenance les différents manuscrits existants du Vieux For, tout cela pour préparer le travail à une future édition critique des Fors. Celle-ci est finalement publiée en 1990 par Paul Ourliac et Monique Gilles. Concernant le Nouveau For, une édition critique est publiée en 1986 par Christian Desplat.

## Culture populaire

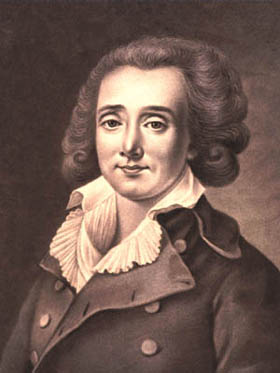
Le baron de Laussat est l'un des principaux défenseurs de la « constitution béarnaise ».

Jusqu'à la Révolution française, les Fors de Béarn symbolisent les libertés béarnaises. Le Nouveau For est bien plus qu'un code juridique, il sert de référence politique et sociale à tous ceux qui prétendent préserver l'identité politique et sociale de la principauté. D'une réforme technique de la législation locale, les Béarnais font de ce nouveau code une véritable mythologie politique. Les États de Béarn et le Parlement de Navarre donnent alors une consistance idéologique et politique à cette réformation, élevant le For au rang d'une mythique constitution. Jusqu'à la fin du XVIIe siècle, le préambule du For sert de fond commun idéologique à tous les Béarnais, c'est de lui que procèdent toutes les résistances au pouvoir royal français.
Confirmés dans leurs privilèges et leur For en 1620 lors de l'annexion au royaume de France, le For ressemble alors pour ses contemporains à une charte octroyée par le prince, plutôt qu'à une authentique constitution. La question des libertés béarnaises est mise au goût du jour dans la deuxième moitié du XVIIIe siècle, notamment à la suite de la crise parlementaire des années 1765-1775. Le Grand-Corps des États de Béarn défend avec force la « constitution béarnaise », le baron de Laussat déclare : « Que notre constitution béarnaise est bien autrement combinée et bien autrement heureuse… ! Il est vrai que la France n'en présente point de comparable ». Faget de Baure exprime en 1818 ce qu'est le constitutionnalisme béarnais de 1789 : « C'est au pied des Pyrénées que naquit la liberté constitutionnelle dont l'Europe s'honore aujourd'hui ».

## Postérité

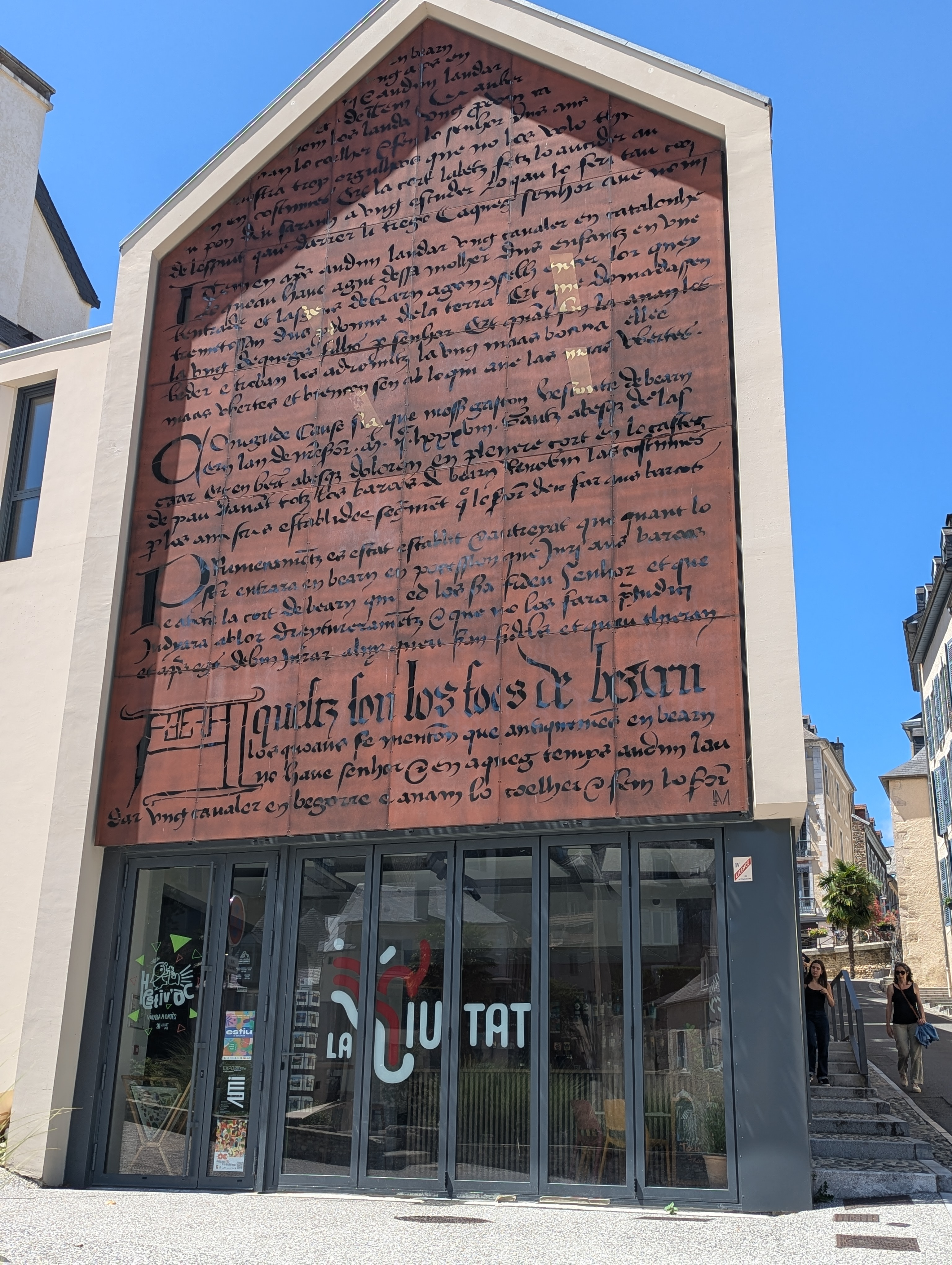
Façade de la Ciutat creativa de la cultura bearnesa (Pau) figurant les Fors de Béarn.

Une rue des Fors ainsi qu'une place des Fors se trouvent à Morlaàs. À Pau, la cité de la culture béarnaise — Ciutat — a pris les Fors de Béarn comme marqueur visuel.